# Ieroklis Stoltidis
Ieroklis Stoltidis (Heraclião, 2 de Fevereiro de 1975) é um ex-futebolista profissional grego, atuava como volante.

## Carreira
Ieroklis Stoltidis representou a Seleção Grega de Futebol nas Olimpíadas de 2004, quando atuou em casa.